# مجلس الأعيان العراقي

أعضاء مجلس الأعيان العراقي لسنة 1933.
الواقفون من اليمين:
عزرا مناحيم دانيال، عبد الله الصافي، فخري آل جميل، قاسم أغا، ياسين الخضيري، أحمد عثمان، مولود مخلص، طه الراوي.
الجالسون من اليمين:
الحاج محمد الأستربادي، علوان الياسري، الحاج حسن الشبوط، سيد محمد الصدر، محمد علي بحر العلوم، نوري الياسري، عداي الجريان.

مجلس الاعيان العراقي هو الغرفة العليا من مجلس الأمة العراقي بمثابة مجلس الشيوخ واحد مؤسساته الدستورية إلى جانب مجلس النواب (البرلمان) في العراق. وقد كانتا هاتين المؤسستين أولى التقاليد البرلمانية في العراق ابان العهد الملكي (1921-1958).
كان مجلس الأعيان في العهد الملكي يتألف من أربعين عضوا ممن حازوا على ثقة الملك، لذا توجب تعيينهم بإرادة ملكية لمدة سبع سنوات يسقط منهم ربع المجلس بعد كل أربع سنوات بطريق القرعة حيث يحق للملك اختيارهم أنفسهم مرة أخرى أو تعيين غيرهم.
وكان لمجلس الأعيان رئيس ونائبان بالانتخاب السنوي المباشر من بين أعضاء المجلس الذي يشترط أن يكون عمر الواحد منهم قد جاوز الأربعين عاما.
كان أول رئيس لمجلس الأعيان هو يوسف السويدي.

## رؤساء مجلس الأعيان
| الاسم             | استلام المنصب       | مغادرة المنصب        | الملاحظات                       |
| ----------------- | ------------------- | -------------------- | ------------------------------- |
| يوسف السويدي      | تموز 1925           | 2 تشرين الثاني 1929  | [ 3 ] [ 4 ] [ 5 ] [ 6 ]         |
| سيد محمد الصدر    | 2 تشرين الثاني 1929 | شباط 1937            | [ 7 ] [ 8 ] [ 9 ] [ 10 ] [ 11 ] |
| محمد رضا الشبيبي  | 27 شباط 1937        | آب 1937              | [ 9 ] [ 12 ] [ 13 ]             |
| سيد محمد الصدر    | كانون الأول 1937    | كانون الأول 1943     | [ 10 ] [ 14 ]                   |
| جميل المدفعي      | كانون الأول 1943    | كانون الأول 1944     | [ 15 ] [ 16 ]                   |
| صالح باش أعيان    | ?                   | ?                    |                                 |
| نوري السعيد       | تموز 1945           | 21 تشرين الثاني 1946 | [ 17 ]                          |
| سيد محمد الصدر    | حزيران 1948         | 1948                 | [ 10 ]                          |
| نوري السعيد       | 1948                | 6 كانون الثاني 1949  | [ 15 ]                          |
| جميل المدفعي      | ? - 1952            | كانون الثاني 1953    | [ 15 ] [ 16 ] [ 18 ]            |
| جميل المدفعي      | أيلول 1953          | 1957 - ?             | [ 15 ] [ 19 ]                   |
| عبد الهادي الجلبي | ? - 1958            | 14 تموز 1958         | [ 20 ]                          |

## أعضاء مجلس الأعيان
من أبرز أعضاء مجلس الأعيان:
- مناحيم صالح دانيال. عين سنة 1925، ويمثل يهود العراق. بقي عينا حتى سنة 1932، ثم خلفه ابنه في المنصب.[21][22]
- عبدالحسين عزيز الحصونة رئيس عشائر السادة الحصونة في لواء المنتفق عين سنة 1925م
- مولود مخلص. عين سنة 1925. عين نائبا لرئيس مجلس الأعيان سنة 1936 واستقال سنة 1937 انتخب نائبا في مجلس النواب عن لواء بغداد. عاد لاحقا إلى مجلس الأعيان.[23]
- سيد محمد الصدر. عين سنة 1925, وبقي حتى وفاته سنة 1956. كان رئيسا لمجلس الأعيان منذ سنة 1929 حتى 1944 باستثناء سنة 1937.[24]
- مار يوسف عمانوئيل الثاني توما. عين سنة 1925، ليمثل الكنيسة الكلدانية الكاثوليكية.[25] بقي حتى وفاته سنة 1947، شغل منصبه يوسف السابع غنيمة.
- رستم حيدر, عين سنة 1931.[26]
- عزرا مناحيم دانيال (1874-1952). عين سنة 1932، ليشغل مكان والده؛ بقي في مجلس الأعيان حتي وفاته سنة 1952.[22]
- عبد الهادي الجلبي، عين سنة 1947.
- علي جودت الأيوبي، عين سنة 1948–9.[27]
- توفيق وهبي.[28]
- نور الدين محمود، كان عين منذ كانون الثاني 1953 إلى 1958.[29]
- صالح جبر
- عبد المهدي المنتفجي

## روابط خارجية
- محاضر مجلس الاعيان العراقي 1935-1941